# Regelacja

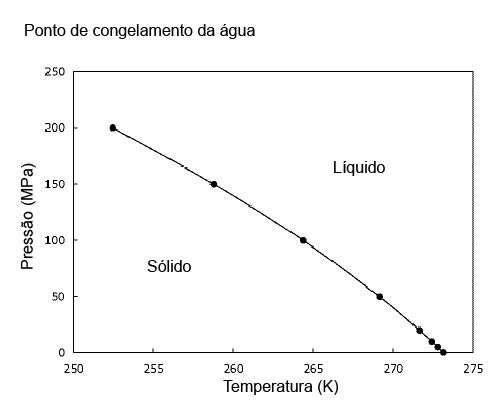
Wykres fazowy wody

Regelacja, przymarzanie lodu – zjawisko topienia lodu pod wpływem zwiększonego ciśnienia i powtórnego zamarznięcia powstałej wody przy obniżeniu ciśnienia do pierwotnej wartości. Powodowane jest ono zmniejszaniem się temperatury topnienia lodu przy zwiększonym ciśnieniu.
Temperatura topnienia czystego lodu zmniejsza się z ciśnieniem o 0,0072 °C na atmosferę. Ponieważ jest to bardzo mała zmiana, regelacja lodu występuje tylko w temperaturze 0 °C lub bardzo nieznacznie niższej.
Zjawiskiem regelacji tłumaczy się m.in. to, że kulki śnieżne można lepić ze śniegu o temperaturze tylko niewiele niższej niż 0 °C, a także powolne przesuwanie się lodowców.
Zjawisko regelacji odkryte przez Faradaya dotyczy nie tylko lodu, ale wszystkich substancji, których objętość zwiększa się podczas krzepnięcia. Regelację można łatwo zademonstrować w prostym doświadczeniu, w którym, w poprzek bryły lodu umieszcza się drut, z obu końców obciążony ciężarkami. Pod wpływem nacisku lód topi się, w wyniku czego drut zagłębia się w bryle lodu; jednakże nad drutem panuje ciśnienie takie samo jak na zewnątrz, więc woda powstała w wyniku stopienia się lodu znów zamarza, łącząc rozcięte części.